# Lila tejelőgomba
A lila tejelőgomba (Lactarius lilacinus) a galambgombafélék családjába tartozó, Eurázsiában és Észak-Amerikában honos, égerfa alatt növő, nem ehető gombafaj.

## Megjelenése
A lila tejelőgomba kalapja 2-5 (12) cm széles, alakja kezdetben domború, majd hamar kiterül, közepe bemélyedő. Széle gyakran szabálytalan vagy csipkés. Felszíne bársonyos vagy apró pikkelykés. Színe szürkésrózsaszín, téglaszín vagy halvány borszürke, a széle felé néha zónázott.
Húsa törékeny, krémszínű. Sérülésre fehér tejnedvet ereszt, amely beszáradva zöldesszürkére változik. Íze enyhén keserű vagy csípős; szaga cikóriára emlékeztet vagy gyümölcsös.
Közepesen sűrű lemezei tönkhöz nőttek vagy lefutók. Színük okkeres-rózsaszín.
Tönkje 2,5-5 cm magas és 1-2 cm vastag. Alakja hengeres, néha szabálytalan. Felülete sima, színe fiatalon halvány rózsaszín, a csúcsánál okkeres; idősebben teljesen okkeres.
Spórapora fehéres. Spórája elliptikus vagy széles elliptikus, felülete hálózatosan tüskés, mérete 6,5-9 x 5,5-6,5 µm.

### Hasonló fajok
A pikkelykés tejelőgombával (Lactarius spinosulus) lehet összetéveszteni, de annak kalapja szőrös és nyírfa alatt él. Hasonlíthat rá az északi tejelőgomba, a sárgáslila tejelőgomba vagy a barnáslila tejelőgomba is.   

## Elterjedése és termőhelye
Eurázsiában és Észak-Amerikában honos.  
Patakmenti ligeterdőkben található meg, égerfa alatt. Nyár végétől késő őszig terem. 

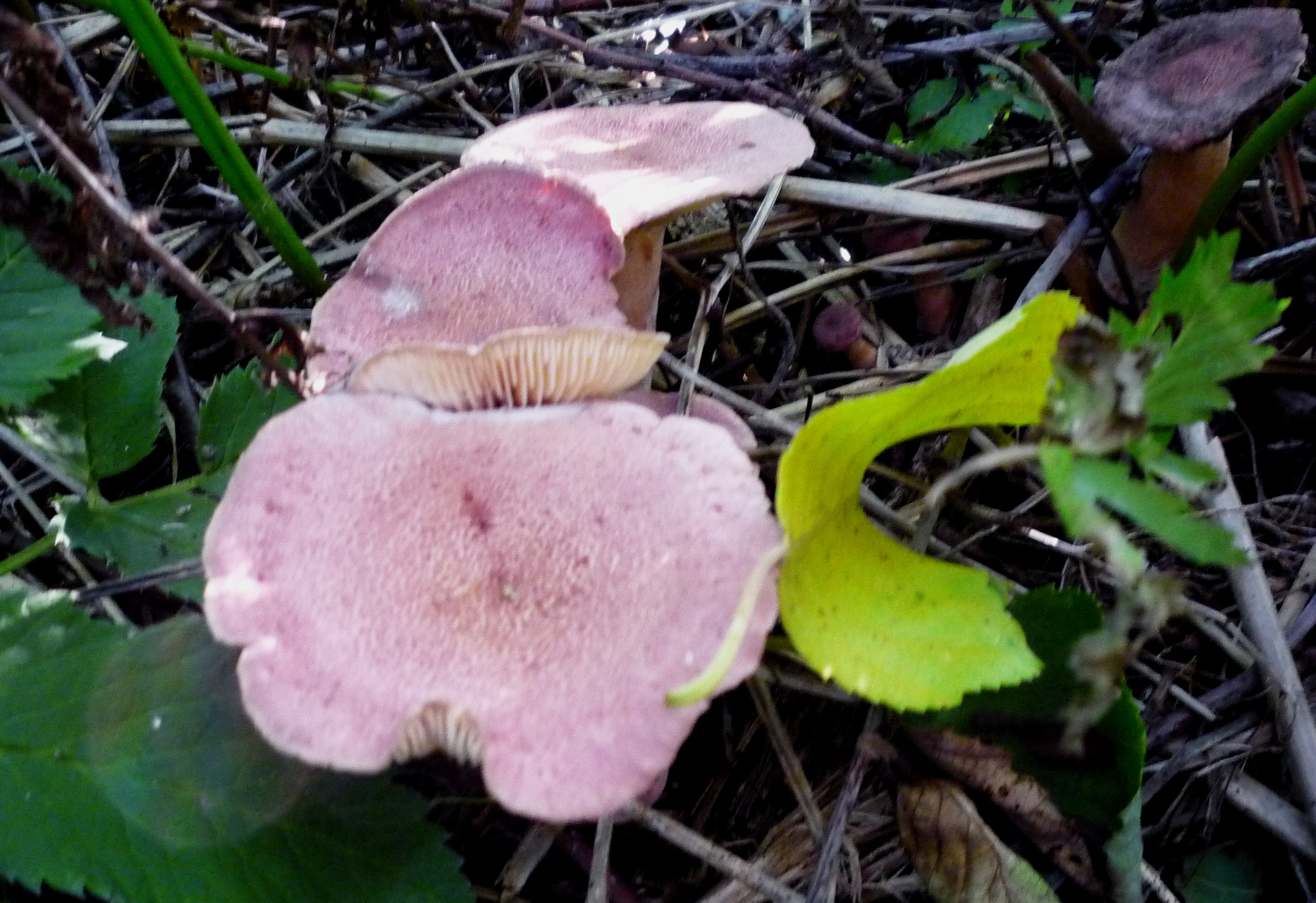
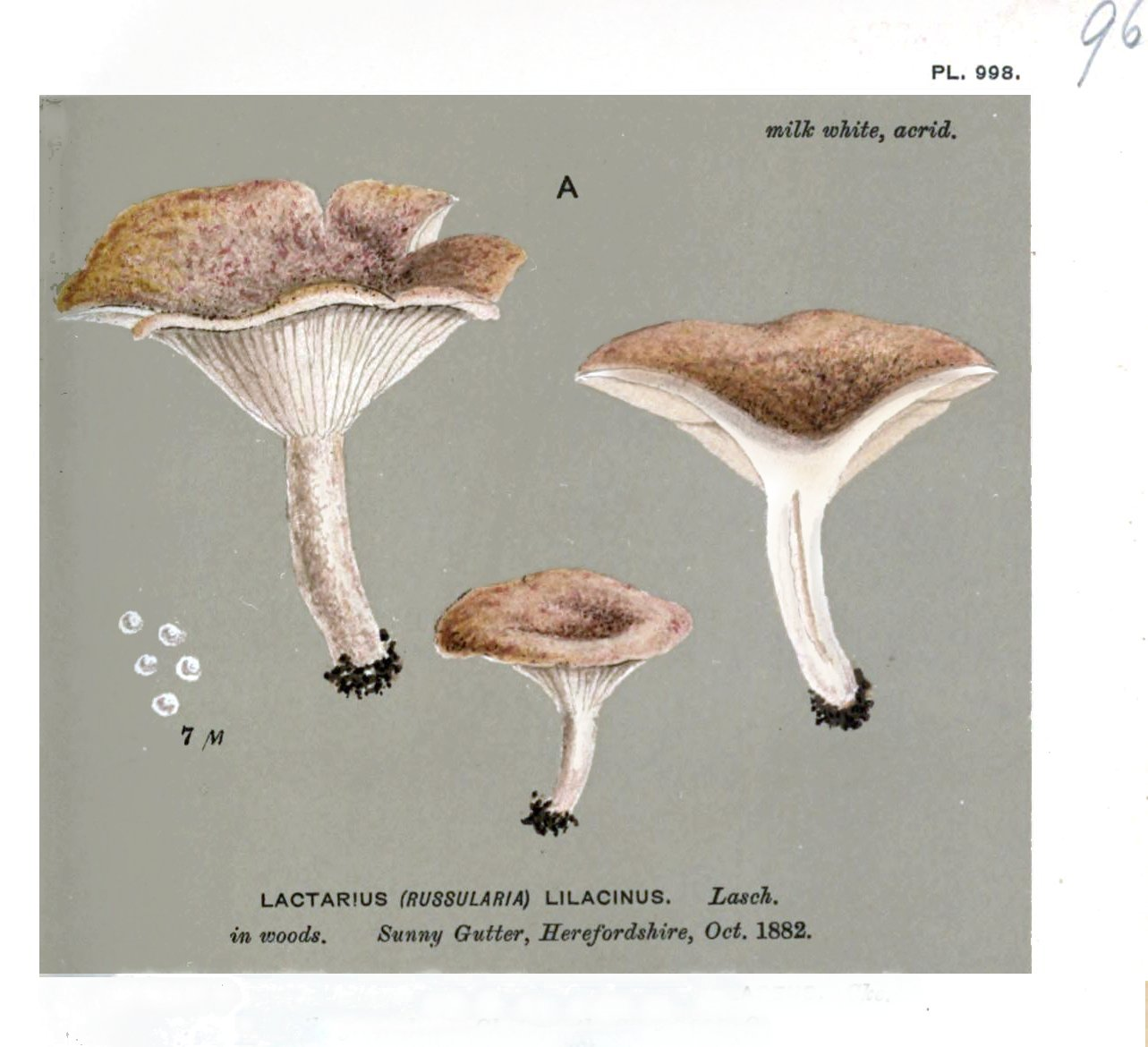

Nem ehető gomba. 